# 排依克山口
排依克山口，也写成别伊克山口，是位于塔吉克斯坦山地巴达赫尚自治州和中国新疆塔什库尔干塔吉克自治县塔克敦巴什帕米尔地区之间的萨雷阔勒岭的山口。它位于海拔4,742（15,558英尺）。中国一侧有一个同名的柯尔克孜族村庄（柯尔克孜拼音：排伊克村）， 然而这个村在中文有一常用名称为：阿特加依里村,和名为排伊克边防派出所。
2021年塔吉克总统提议中国增加对塔吉克军队的军事援助，
同时为塔吉克军方兴建一处新的军事基地位于瓦罕走廊西北部塔吉克斯坦伊什卡西姆县(Ishkoshim District)的军事基地。作为交换，塔吉克将把邻近中国新疆的穆尔加布县(Murghob District)沙伊马克村(Shaymak)的军事基地完全转交给中国。
沙伊马克村军事基地距离塔吉克的库利马(Kulma)通关口岸有不到100公里，距离中国-塔吉克的排依克山口、纳兹塔什山口和中国-阿富汗的托克满苏达坂不到50公里。

## 历史
一些中国历史学家认为，中国佛教徒玄奘到印度朝圣启发了小说西游记 ，他在印度返回中国的路上走了这条道路。

那条小路位于巴达克山历史悠久的地区。 1890 年代，中国、俄罗斯和阿富汗政府签署了一系列巴达克山划界的协议，但中国对划界的结果提出质疑。 2002 年塔吉克斯坦和中国签署了边界协议，争端最终得到了解决。

这条路一年四季都难以穿越。在冬天的几个月里，它被白雪覆盖。雪一直持续到五月。在夏季，融化导致溪流溢出。